# Javier Sánchez-Toril
Javier Sánchez-Toril del Pino  (nacido el 16 de junio de 1975 en Madrid, Comunidad de Madrid) es un exjugador de waterpolo español. Disputó los Juegos Olímpicos de Sídney 2000 y los de Atenas 2004 con España, obteniendo una cuarta y sexta posición, respectivamente. Se formó en las categorías inferiores del Canoe y llegó a ser campeón del mundo con España en el mundial de Fukuoka 2001.

## Participaciones en Juegos Olímpicos
- Sídney 2000, puesto 4.
- Atenas 2004, puesto 6.